# Сао Томе и Принсипе на Светском првенству у атлетици на отвореном 2011.
Сао Томе и Принсипе је учествовала на 13. Светском првенству у атлетици на отвореном 2011. одржаном у Тегу од 27. августа до 4. септембра. Репрезентацију Сао Томе и Принсипе представљала су 2 такмичара (1 мушкарац и 1 жена) који су се такмичили у 2 дисциплине (1 мушка и 1 женска).,
На овом првенству Сао Томе и Принсипе није освојило ниједну медаљу. Није било новог националног рекорда већ само најбољи лични резултат сезоне.

## Учесници
| Мушкарци: - Кристофер Лима Да Коста — 100 м | Жене: - Глорија Диого — 100 м |

## Резултати

### Мушкарци
| Атлетичар               | Дисциплина | Лични рекорд | Предтакмичење | Предтакмичење | Квалификације        | Квалификације        | Полуфинале           | Полуфинале           | Финале               | Финале       | Детаљи |
| Атлетичар               | Дисциплина | Лични рекорд | Резултат      | Место         | Резултат             | Место                | Резултат             | Место                | Резултат             | Место        | Детаљи |
| ----------------------- | ---------- | ------------ | ------------- | ------------- | -------------------- | -------------------- | -------------------- | -------------------- | -------------------- | ------------ | ------ |
| Кристофер Лима Да Коста | 100 м      |              | 11,61 ЛР      | 8. у гр. 1    | Није се квалификовао | Није се квалификовао | Није се квалификовао | Није се квалификовао | Није се квалификовао | 24 / 71 (75) |        |

### Жене
| Атлетичарка   | Дисциплина | Лични рекорд | Предтакмичење | Предтакмичење | Квалификације | Квалификације | Полуфинале            | Полуфинале            | Финале                | Финале       | Детаљи |
| Атлетичарка   | Дисциплина | Лични рекорд | Резултат      | Место         | Резултат      | Место         | Резултат              | Место                 | Резултат              | Место        | Детаљи |
| ------------- | ---------- | ------------ | ------------- | ------------- | ------------- | ------------- | --------------------- | --------------------- | --------------------- | ------------ | ------ |
| Глорија Диого | 100 м      | 11,62        | 12,52 кв, ЛРС | 4. у гр. 2    | 12,46         | 8. у гр. 6    | Није се квалификовала | Није се квалификовала | Није се квалификовала | 48 / 68 (73) |        |